# Luka Bassin
Luka Bassin, slovenski košarkarski trener in košarkar, * 29. avgust 1971, Ljubljana.

## Življenje in delo
Igralec:
1986 - 1990: Union Olimpija mladi,
1991 - 1992: Unicum Ilirija,
1992 - 1993: Bežigrad,
1993 - 1994: Zagorje,
1994 - 1998: Iskra Litus Litija,
1998 - 2000: Zagorje,
2000 - 2001: Loka Kava Škofja Loka,
2001 - 2002: Litija,
2002 - 2003: Zagorje,
2003 - 2004: Janče
Trener:
1997 - 2008: Gimnazija Bežigrad,
2004 - 2005: Janče,
2005 - 2006: Union Olimpija mladi,
2006 - 2007: Hrastnik,
2007 - 2011: Union Olimpija mladi,
2011 - 2012: LTH Castings Škofja Loka,
2013 - 2017: Union Olimpija (pomočnik trenerja),
2017 - 2018: Petrol Olimpija (pomočnik trenerja),
2018 - 2019: Ilirija Ljubljana (pomočnik trenerja), 2019 - 2020: Ilirija Ljubljana, 2020 - 2021: Cedevita Olimpija (Player Development coach), Ilirija Ljubljana (pomočnik trenerja), 2021 - 2022: Viimsi Estonia (svetovalec, scout, Player Development coach), 2023 - 2024: LTH Castings
Trener v reprezentancah:
2005: Slovenija U20 (pomočnik trenerja),
2006: Slovenija U20 (pomočnik trenerja),
2007: Slovenija U20 (pomočnik trenerja),
2014: Slovenija B (pomočnik trenerja),
2015: Slovenija B (pomočnik trenerja), 2020: Slovenija (pomočnik trenerja), 2022 - 2024: Slovenija (pomočnik trenerja)